# Гурлі Ліндер
Ані Ліндер Гурлі, уроджена Петерсон (швед. Gurli_Linder; 1 жовтня 1865, Еребру — 3 лютого 1947, Стокгольм) — шведська письменниця, феміністка. Брала активну участь у суспільному житті Швеції наприкінці ХІХ століття. Сприяла розвитку в країні дитячої літератури.

## Біографія
Гурлі Ліндер народилася 1 жовтня 1865 року в місті Tysslinge, муніципалітет Еребру. Була дочкою поміщика Карла Густава Петерсона (Carl Gustaf Peterson) і Марі Крістін Кавлі (Marie Christine Kavli). У 1879 році її сім'я переїхала до Стокгольма. Після смерті батька дівчинка навчалася у Hammarstedt School, потім в коледжі Högre lärarinneseminariet, який закінчила в 1885 році. У роки навчання брала участь у шведському жіночому русі. Однією з її подруг по коледжу була майбутня лауреатка Нобелівської премії, письменниця Сельма Лагерлеф, з якою Ліндер Гурлі зберегла дружбу на довгі роки.
Після навчання Ліндер два роки працювала шкільним учителем. У червні 1887 року вона вийшла заміж за норвезького філолога Нільса Ліндера (Nils Linder, 1835—1904), який був її учителем в педагогічному коледжі. Користуючись авторитетом чоловіка, вона відвідувала в Стокгольмі світські прийоми, салони і клуби, зібрання, які організовувала феміністка Еллен Кей. Про свої враження від цих візитів Ліндер писала в періодичній пресі. У ці роки Гурлі також заснувала Асоціацію Dräktreformförening, покликану забезпечити практичним одягом школярок і жінок з дітьми, відстоювала жіночі права.
Написала кілька статей спільно з інженером і повітроплавцем Соломоном Андре, з яким у неї були стосунки.
Гурлі Ліндер померла 3 лютого 1947 року в Стокгольмі, похована на кладовищі Норра begravningsplatsen.